# 後翼多鰭魚
後翼多鰭魚為輻鰭魚綱多鰭魚目多鰭魚科的其中一種。

## 分布
本魚分布於非洲剛果河中游及歐葛爾河流域。

## 特徵
本魚體延長呈圓柱狀，體為褐色，成魚頭部及背部會呈現墨綠色澤，體背側具有數條分歧傾向粗黑色縱帶，雙顎約略等長。胸鰭肉柄有黑色斑塊，各鰭皆有深色花紋，背鰭硬棘7至9枚；臀鰭軟條12至15枚，體長可達34公分。

## 生態
本魚棲息在河流氾濫的區域，屬肉食性，以魚類、甲殼類及水生昆蟲等為食。能呼吸空氣而且如此能容忍溶氧量低的集中，仔魚具有外鰓。

## 經濟利用
可做為觀賞魚。